# Jihane Annane
Jihane Annane (Casablanca, 5 juni 1971) is een Belgisch voormalige politica van Marokkaanse origine voor de Mouvement Réformateur.

## Biografie
Annane, afkomstig uit Marokko, werd master in ontwikkelingseconomie en bevolkingswetenschappen aan de Université catholique de Louvain.
Van 2000 tot 2004 was ze kabinetsadviseur van minister van Buitenlandse Zaken Louis Michel (MR). Daarna was zij van 2004 tot 2007 rechtstreeks gekozen senator in de Senaat. In 2007 werd ze niet herkozen.
Van 2008 tot 2017 was Annane kabinetsadviseur van federaal vice-eersteminister Didier Reynders en in 2017 werd ze voorzitter van de raad van bestuur van het Federaal Agentschap voor Nucleaire Controle (FANC), waarvan ze sinds 2010 bestuurslid was. Eveneens zetelt ze sinds 2017 in de raad van bestuur van de NMBS, als manager verantwoordelijk voor het RER-project. Sinds 2018 is ze bij NMBS ook directeur Corporate Communication en Public Affairs.
Verder was Annane:
- lid van de raad van bestuur van de Belgische Technische Coöperatie (2003-2004)
- federaal regeringsafgevaardigde in de algemene raad van de Commissie voor de Regulering van de Elektriciteit en het Gas (2009-2017)
- lid van de raad van bestuur van het Fonds ter reductie van de globale energiekost (2013-2014)
- lid van de raad van bestuur van de Brussels Enterprises Commerce and Industry